# Heterangaeus gloriosus
Heterangaeus gloriosus är en tvåvingeart. Heterangaeus gloriosus ingår i släktet Heterangaeus och familjen hårögonharkrankar.

## Underarter
Arten delas in i följande underarter:
- H. g. gloriosus
- H. g. kusunokii